# Combustion and Flame
Combustion and Flame est une revue scientifique mensuelle internationale à comité de lecture de l'institut de la combustion publiée par Elsevier. Elle couvre tous les domaines relatifs à la combustion. Publiée en anglais, son facteur d'impact en 2016 est 3.663 selon le Journal Citation Reports.

## Indexation
Le journal est indexé dans les bases de données suivantes :
- Cambridge Scientific Abstracts (en)
- Current Contents/Engineering, Computing & Technology
- EI/Compendex Plus
- Embase
- Inspec
- Pascal
- Science Citation Index
- Scopus